# Théodore Deck
Joseph-Théodore Deck (Guebwiller, 2 de janeiro de 1823 — Paris, 15 de maio de 1891) foi um ceramista francês.

## Biografia

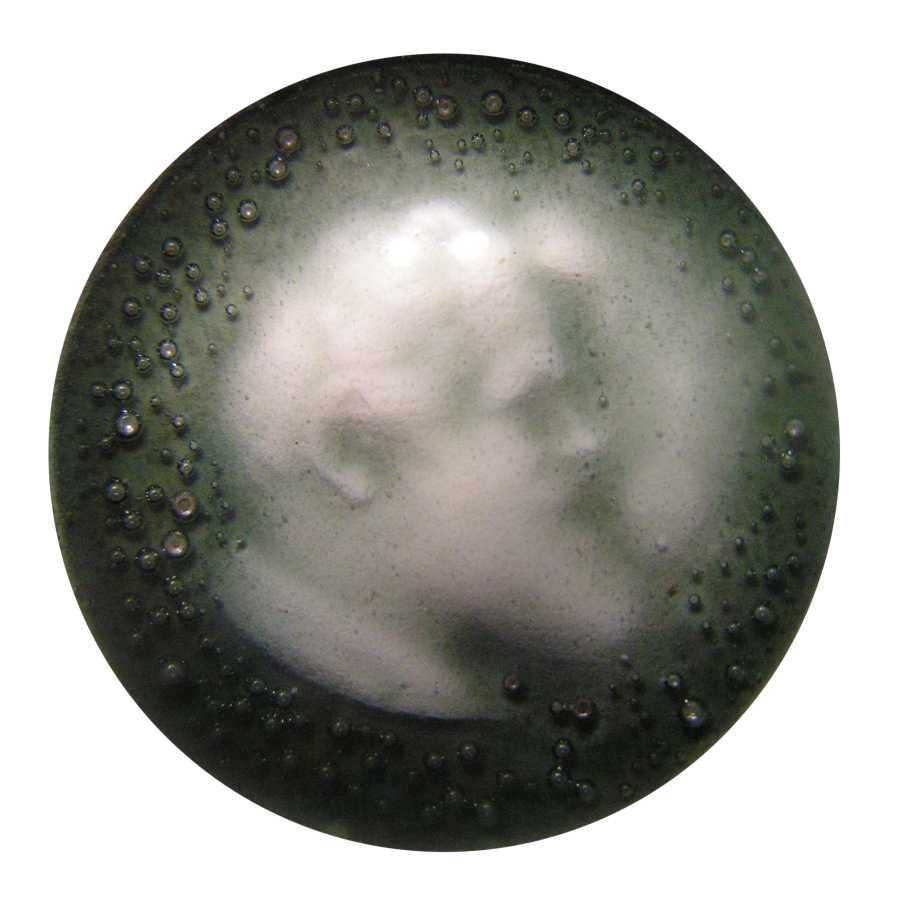
Auto-retrato em substituição da assinatura
Ø : 2 cm

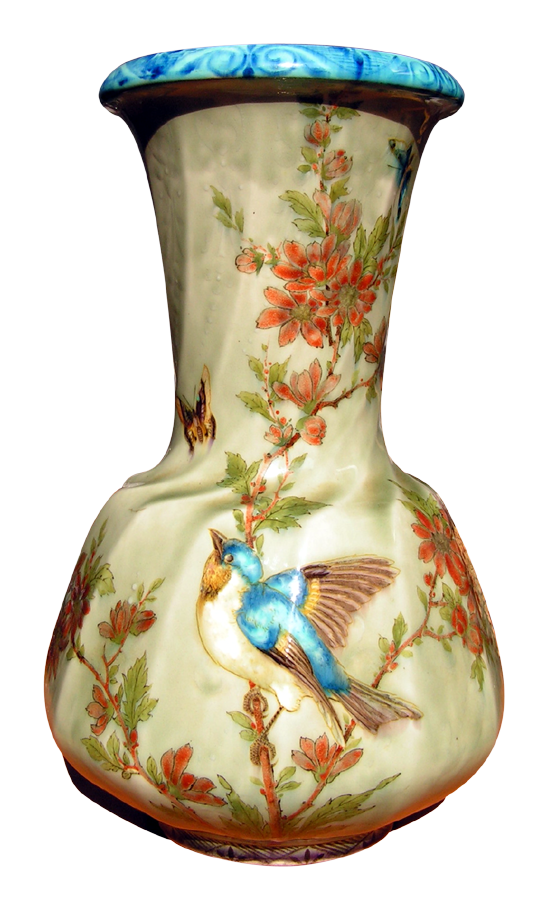
O formato png reproduz mal a intensidade do célebre Bleu de Deck.

Foi em  de Estrasburgo que ele conheceu a cerâmica. Naquela época, fabricavam-se lá ainda os vasos em faiança. Deck interessa-se pela "arte do fogo" e deseja aprender mais sobre ela. Para isso, inicia uma grande viagem de estudos através do Império Austro-Húngaro e da Alemanha, aproveitando, como alsaciano, o fato de falar alemão. Mas ele acaba terminando sua viagem em Paris, em 1847. Na capital francesa, Deck freqüenta os meios artísticos, interessando-se principalmente aos aspectos técnicos. Em 1861, ele apresenta no Salon des arts et industries de Paris algumas obras que o fazem imediatamente ser reconhecido como um mestre.
Seus ateliês tornam-se prósperos, mas Deck não esconde os procedimentos revolucionários que resultam de suas pesquisas. Com isso, ele rompe com o segredo que tradicionalmente recobre a profissão. Ele acolhe os artistas da sua época e coloca à disposição deles um largo espectro de técnicas novas, como um esmalte sobre uma folha dourada ou uma série de esmaltes inédita, cuja inspiração ele encontrou nas produções turcas ou persas. De tudo isso, é principalmente de seu magnífico azul que o público profano se lembra: um matiz turquesa que ele imediatamente adota sob o nome de Bleu de Deck ou Bleu Deck (azul de Deck).
Deck forma também aprendizes que se tornarão, por sua vez, famosos. O mais célebre deles, Edmond Lachenal, continuará a obra do grande ceramista até os meandros do Art nouveau.
Além dessa vida de artista, Deck interessa-se à política. Em 1870, como alsaciano, ele deve escolher se será francês ou alemão, e opta pela primeira nacionalidade. Simpatizante do Partido Radical, ele será adjunto ao prefeito no  XV arrondissement de Paris.
Autour de um importante tratado sobre a faiança, ele se torna, em 1887 — reconhecimento supremo — diretor da Manufatura de Sèvres.
Ele repousa desde 1891 no cemitério do Montparnasse. Foi seu amigo Bartholdi que realizou seu monumento funerário.
Algumas cerâmicas Deck podem ser vistas no Museu do Florival, em Guebwiller.